# FAW J7
FAW J7 Eagle (CA4180P77K25E5) — магистральный седельный тягач китайской компании FAW, серийно выпускаемый с 2023 года.

## Описание
Сборка FAW J7 организована в Чаньчуне. В основном, автомобиль применяется в сфере транспортной логистики. Наиболее важные параметры — тягово-экономические характеристики двигателя и трансмиссии.
В России автомобиль был представлен на выставке TransRussia 2023. Первая модель была представлена компанией «Клевер Авто» (Набережные Челны), а первую партию автомобилей приобрела транспортная компания «ЛидерТранс».
Конкурентом является KAMAZ K5 и многие другие грузовики Европейского типа того же класса..

## Технические характеристики
FAW J7 оснащается 13-литровым шестицилиндровым дизельным двигателем CA6DM3‑55E52 мощностью 550 л. с. и крутящим моментом 2300 Н⋅м в паре с 12-ступенчатой автоматизированной трансмиссией ZF Traxon 12ТX2420TD. Двигатель отвечает стандарту выбросов Евро-5.